# Dennis Johnson (atleta)
Dennis Johnson (Kingston, 6 maggio 1939 – 22 aprile 2021) è stato un velocista giamaicano.

## Biografia
Trasferitosi negli Stati Uniti, si iscrisse al San Jose State College dove fu allenato da Bud Winter.
Nel 1959 vinse la medaglia di bronzo ai Giochi Panamericani con la staffetta 4×100 metri della Federazione delle Indie Occidentali.
Nel 1961 eguagliò per tre volte il record mondiale sulle 100 iarde col tempo di 9"3
In 1962 vinse la medaglia di bronzo con la staffetta 4×100 metri ai Giochi centramericani e caraibici, questa volta in rappresentanza della Giamaica. Giunse inoltre quinto nella gara sulle 100 iarde ai Giochi dell'Impero e del Commonwealth Britannico, ma non poté gareggiare sulle 220 iarde per un infortunio.
Partecipò a due edizioni del Giochi olimpici, sfiorando il podio a Tokyo 1964 quando giunse quarto con la staffetta 4×100 giamaicana.
Johnson è morto il 22 aprile 2021 per complicazioni da Covid-19.

## Palmarès
| Anno | Manifestazione                    | Sede     | Evento                | Risultato        | Prestazione | Note  |
| ---- | --------------------------------- | -------- | --------------------- | ---------------- | ----------- | ----- |
| 1959 | Giochi panamericani               | Chicago  | Staffetta 4×100 metri | Bronzo           |             |       |
| 1960 | Giochi olimpici                   | Roma     | 100 metri piani       | Quarti di finale |             | [ 4 ] |
| 1960 | Giochi olimpici                   | Roma     | 200 metri piani       | Semifinale       |             | [ 5 ] |
| 1962 | Giochi centramericani e caraibici | Kingston | Staffetta 4×100 metri | Bronzo           |             |       |
| 1964 | Giochi olimpici                   | Tokyo    | 100 metri piani       | Quarti di finale |             | [ 6 ] |
| 1964 | Giochi olimpici                   | Tokyo    | Staffetta 4×100 metri | 4º               |             | [ 7 ] |